# Ударов, Григорий Рафаилович
Григорий Рафаилович Ударов (1904—1990) — советский государственный и хозяйственный деятель. Герой Социалистического Труда, лауреат Государственной премии СССР.

## Биография
Родился в 1904 году в армянской семье на территории современного Дагестана. Член КПСС.
С 1927 года — на хозяйственной и государственной работе.
В 1927—1978 гг. :
- на инженерных и руководящих должностях в машиностроительной отрасли,
- директор Московского завода счётно-аналитических машин,
- директор завода «Компрессор»,
- директор насосного завода имени Калинина,
- директор Подольского механического завода,
- заместитель Министра машиностроения СССР,
- заместитель председателя Госкомитета СССР по оборонной технике,
- заместитель Министра общего машиностроения СССР.

Указом Президиума Верховного Совета СССР от 2 октября 1975 года присвоено звание Героя Социалистического Труда с вручением ордена Ленина и золотой медали «Серп и Молот».
Умер в 1990 году. Похоронен на Армянском кладбище.